# كلية بيتس
كلية بيتس هي كلية أمريكية للفنون الحرة تقع في لويستون بولاية مين بالولايات المتحدة. تأسست كلية بيتس عام 1855. يحضر 1800 طالب في بيتس. الاقتصاد واللغة الإنجليزية وعلم النفس وعلم الأحياء والتاريخ من التخصصات الرئيسية
في كلية بيتس.
يبلغ إجمالي حرم بيتس 813 فدانًا (329 هكتارًا) مع حرم حضري صغير يضم 33 منزلًا فيكتوريًا باعتبارها بعض المهاجع. وهي تحتفظ بمساحة 600 فدان (240 هكتارًا) من المحمية الطبيعية المعروفة باسم «جبل بيتس مورس» بالقرب من جزيرة كامبل ومركز ساحلي على خليج أتكينز. يبلغ عدد الطلاب المسجلين سنويًا ما يقرب من 1800 طالبطالب ، وهي أصغر كلية في مؤتمرها الرياضي. نتيجة لصغر حجمها الطلابي ، تحتفظ بيتس بمعدلات قبول انتقائية ونسب تحويل قليلة أو معدومة. تعتبر التكلفة الاسمية للحضور عالية جدًا حيث غالبًا ما تكون الرسوم الدراسية من بين الأغلى في الولايات المتحدة.